# Список русских царевичей
Список русских царевичей включает хронологическое перечисление законных сыновей русских царей от Ивана Грозного до Петра I.

## Список
| Илл.                                                                     | Имя                        | Дата рождения   | Дата смерти     | Супруга и потомство                                                                                 | Примечание |
| ------------------------------------------------------------------------ | -------------------------- | --------------- | --------------- | --------------------------------------------------------------------------------------------------- | --- |
| Ранее см.: Список княжичей московских                                    |                            |                 |                 | | |
| 2-е поколение (Дети Ивана Грозного):                                     |                            |                 |                 | | |
| От 1-го брака с Анастасией Романовной Захарьиной-Юрьевой:                |                            |                 |                 | | |
|                                                                          | Дмитрий Иванович (старший) | 11 октября 1552 | 4 (6) июня 1553 | —                                                                                                   | Умер во младенчестве                                                                                               |
|                                                                          | Иван Иванович              | 28 марта 1554   | 19 ноября 1581  | 1. Евдокия Сабурова (развод) 2. Параскева Соловая (развод) 3. Елена Шереметева Потомства не оставил | Умер молодым |
|                                                                          | Фёдор I Иоаннович          | 11 мая 1557     | 7 января 1598   | Ирина Годунова Дочь — Феодосия Фёдоровна                                                            | |
| От 2-го брака с Марией Темрюковной:                                      |                            |                 |                 | | |
|                                                                          | Василий Иванович           | март 1563       | 3 мая 1563      | —                                                                                                   | Умер во младенчестве                                                                                               |
| От последнего брака с Марией Фёдоровной Нагой:                           |                            |                 |                 | | |
|                                                                          | Дмитрий Углицкий           | 19 октября 1582 | 15 мая 1591     | —                                                                                                   | Рожден от брака, по православному канону незаконного, см. Жёны Ивана Грозного. Погиб в детстве                     |
| 3-е поколение:                                                           |                            |                 |                 | | |
|                                                                          | Фёдор II Борисович         | 1589            | 10 июня 1605    | —                                                                                                   | Сын Бориса Годунова и Марии Григорьевны Скуратовой                                                                 |
|                                                                          | (Иван Ворёнок)             | 5 января 1611   | 16 июля 1614    | —                                                                                                   | Сын Лжедмитрия II и Марины Мнишек, претендент на российский престол. Убит в детстве                                |
| 4-е поколение (Дети Михаила Фёдоровича и Евдокии Лукьяновны Стрешневой): |                            |                 |                 | | |
|                                                                          | Алексей Михайлович         | 19 марта 1629   | 29 января 1676  | 1. Мария Милославская 2. Наталья Нарышкина Многочисленное потомство — см. Дети Алексея Михайловича  | |
|                                                                          | Иоанн Михайлович           | 2 июня 1633     | 10 января 1639  | —                                                                                                   | Умер в детстве |
|                                                                          | Василий Михайлович         | 25 марта 1639   | 25 марта 1639   | —                                                                                                   | Умер в детстве |
| 5-е поколение (Дети Алексея Михайловича):                                |                            |                 |                 | | |
| От 1-го брака с Марией Ильиничной Милославской:                          |                            |                 |                 | | |
|                                                                          | Дмитрий Алексеевич         | 22 октября 1648 | 6 октября 1649  | —                                                                                                   | Умер в детстве |
|                                                                          | Алексей Алексеевич         | 15 февраля 1654 | 17 января 1670  | —                                                                                                   | Умер в подростковом возрасте                                                                                       |
|                                                                          | Фёдор III Алексеевич       | 30 мая 1661     | 27 апреля 1682  | 1. Агафья Грушецкая 2. Марфа Апраксина Сын — Илья Фёдорович                                         | |
|                                                                          | Симеон Алексеевич          | 3 апреля 1665   | 18 июня 1669    | —                                                                                                   | Умер в детстве |
|                                                                          | Иван V Алексеевич          | 27 августа 1666 | 29 января 1696  | Прасковья Салтыкова Пять дочерей: см. Дети Ивана V                                                  | |
| От 2-го брака с Натальей Кирилловной Нарышкиной:                         |                            |                 |                 | | |
|                                                                          | Пётр I Алексеевич          | 30 мая 1672     | 28 января 1725  | 1. Евдокия Лопухина (развод) 2. Екатерина I Многочисленное потомтство — см. Дети Петра I            | |
| 6-е поколение:                                                           |                            |                 |                 | | |
|                                                                          | Илья Фёдорович             | 11 июля 1681    | 21 июля 1681    | —                                                                                                   | Сын Фёдора III Алексеевича и Агафьи Грушецкой. Умер в детстве                                                      |
| Дети Петра I:                                                            |                            |                 |                 | | |
| От 1-го брака с Евдокией Фёдоровной Лопухиной:                           |                            |                 |                 | | |
|                                                                          | Алексей Петрович           | 18 февраля 1690 | 26 июня 1718    | Шарлотта Кристина София Брауншвейг-Вольфенбюттельская Потомство: Пётр II и Наталья Алексеевна       | Был убит во время следствия                                                                                        |
|                                                                          | Александр Петрович         | 3 октября 1691  | 13 мая 1692     | —                                                                                                   | Умер во младенчестве. Относительно 3-го предположительного сына Петра и Евдокии Павла Петровича — см. Дети Петра I |
| От 2-го брака с Екатериной I:                                            |                            |                 |                 | | |
|                                                                          | Пётр Петрович              | 29 октября 1715 | 25 апреля 1719  | —                                                                                                   | Умер в детстве |
|                                                                          | Павел Петрович             | 2 января 1717   | 3 января 1717   | —                                                                                                   | Умер в детстве. Относительно других предположительных сыновей Петра и Екатерины — см. Дети Петра I                 |
| Далее см. Список великих князей Российской империи                       |                            |                 |                 | | |

### Цесаревичи
- Цесаревич — в Российской империи титул великого князя, наследника императора.